# Welford Road Stadium
Welford Road Stadium est une enceinte sportive anglaise destinée au rugby à XV utilisée par le club de rugby des Leicester Tigers. Localisée à Leicester, c'est la plus grande arène sportive d'Angleterre destinée au rugby (hormis Twickenham, uniquement dévolu à l'équipe nationale) avec une capacité de 24 000 places, devançant le Kingsholm Stadium avec 16 500 places. 

## Historique
C'est une enceinte sportive très ancienne puisque les Tigers y jouent leurs matchs depuis plus d'un siècle. En effet, le stade a été inauguré le 12 septembre 1892. Des travaux effectués au cours des années qui suivirent son ouverture n'ont cessé de l'agrandir: construction de la première tribune en 1893, du Clubhouse en 1909, de la Members' Stand (ancien nom du Caterpillar Stand) en 1918 et de la Crumbie Stand (en un hommage au secrétaire du club Tom Crumbie)  en 1920. La dernière tribune, Alliance & Leicester Stand, a été ouverte en 1995.
Il fut question en 2004 d'un déménagement des Tigers au stade de football de la ville, le Walkers Stadium. Faute de trouver un accord avec le Leicester City Football Club, les Tigers abandonnèrent le projet de déménagement et envisagent désormais une rénovation et un agrandissement du Welford Road Stadium. Les travaux vont permettre d'augmenter la capacité du stade jusqu'à 30 000 places. En 2008, la première phase des travaux a débuté avec la construction d'une nouvelle tribune en remplacement de l'actuelle Caterpillar Stand qui élèvera la capacité du stade à environ 24 000 places. Cette nouvelle tribune a été utilisée pour la première fois le 19 septembre 2009 lors du match opposant les Leicester Tigers aux Newcastle Falcons, qui s'est joué à guichets fermés.
Une cérémonie officielle d'inauguration a eu lieu le 6 novembre 2009 lors d'une rencontre opposant les Leicester Tigers à l'Afrique du Sud.

## Matchs internationaux
(dernière maj le 11-01-09)
Le stade a accueilli 7 matchs internationaux, dont deux matchs de la coupe du monde 1991 et 1999.
| Date            | Tournoi                 | Équipe           | Score   | Équipe         |
| --------------- | ----------------------- | ---------------- | ------- | -------------- |
| 8 février 1902  | tournoi des six nations | Angleterre       | 6 - 3   | Irlande        |
| 9 janvier 1904  | tournoi des six nations | Angleterre       | 14 - 14 | Pays de Galles |
| 10 février 1906 | tournoi des six nations | Angleterre       | 6 - 16  | Irlande        |
| 10 février 1906 | match amical            | Angleterre       | 22 - 0  | France         |
| 10 février 1923 | tournoi des six nations | Angleterre       | 23 - 5  | Irlande        |
| 13 octobre 1991 | coupe du monde 1991     | Nouvelle-Zélande | 31 - 21 | Italie         |
| 10 octobre 1999 | coupe du monde 1999     | Italie           | 25- 28  | Tonga          |